# Behbud Mustafayev
Behbud Mustafayev (en cirílico ruso: Бехбу́д Мустафа́ев, Bakú, RSSA, 13 de marzo de 1982) es un sacerdote católico azerí ordenado el 7 de mayo de 2017 por el Papa Francisco.
Se graduó en la Academia Nacional de Aviación Azerí y trabajó como oficial de aduanas. En 2008 se convirtió al catolicismo baitizándose en la Iglesia de la Inmaculada Concepción. En 201 entró en el Seminario María Reina de los Apóstoles de San Petersburgo.
El 29 de mayo de 2016 se ordenó decano en la Catedral de la Asunción de la Santísima Virgen para servir en la Prefectura apostólica de Azerbaiyán.